# فرانسيسكو سييرا
فرانسيسكو سييرا (بالإسبانية: Francisco Sierra)‏ مواليد 28 ديسمبر 1987 في ولاية مكسيكو، المكسيك، هو ملاكم محترف مكسيكي يصنف ضمن فئة الوزن المتوسط.

## إحصائيات
خاض خلال مسيرته 37 نزالا، فاز في 26 وتعادل في 1 وخسر في 10. فاز بالضربة القاضية في 23 نزالا.

## روابط خارجية
- فرانسيسكو سييرا على موقع بوكس ريك (الإنجليزية) (registration required)